# ジェイコブ・ルーリー
ジェイコブ・ルーリー（Jacob Lurie, 1977年12月7日 - ）は、アメリカの数学者でプリンストン高等研究所の教授である。ルーリーは、2014年のマッカーサー・フェローである。∞-トポスの開拓者として著名である。

## 生涯
モンゴメリー・ブレア高校で科学・数学・計算機科学マグネット・プログラムの学生だった時、ルーリーは国際数学オリンピックに出場し、1994年満点で金メダルを勝ち取った。1996年ウェスティングハウス・サイエンス・タレント・サーチで一位を取り、ワシントン・タイムズの1面の記事で特集された 。
ルーリーは、2000年ハーバード大学で数学の学士号を得、同年リー代数に関する卒業論文に対してモルガン賞が授与された。2004年、ルーリーはマイケル・J・ホプキンズの下で導来代数幾何学のテーマで博士号を取得した。2007年、マサチューセッツ工科大学で准教授となり、2009年ハーバード大学で教授となった。2019年、ルーリーはプリンストン高等研究所の終身教授陣のメンバーとしてプリンストン大学の数学部門に加入した。

## 数学的業績
ルーリーの研究上の関心は、まだ高校生だった間に論理と超現実数の理論から始まった。ルーリーは、擬圏と導来代数幾何学に関する学位論文と共に始まった研究により最も知られている。導来代数幾何学は、ホモトピー的手法を代数幾何学に導入する方法の一つで、二つの目的を持つ。一つは代数幾何学(例えば、交叉理論)へのより深い洞察であり、もう一つは安定ホモトピー理論における代数幾何学の手法の使用である。後者の分野は楕円コホモロジーに関するルーリーの業績のテーマである。アンドレ・ジョヤルの擬圏(quasi categories)の形式における)擬圏は、抽象的な設定でホモトピー理論を展開するのに便利な枠組みである。これらのことは、ルーリーの執筆した『Higher Topos Theory』という本の主要なテーマとなっている。
ルーリーの別の研究は位相的場の理論であり、∞-圏の言語を使用した拡張された場の理論の分類を略述している(コボルディズム仮説)。デニス・ゲイツゴリとの共同研究において、関数体に対するジーゲルの質量公式を証明するために、ルーリーは代数幾何学的な設定の中で非可換ポアンカレ双対を使用した。
. 
ルーリーは数学ブレイクスルー賞の最初の受賞者である(2014年)。授賞理由は「高次圏論と導来代数幾何学の基礎に関する業績、最大限に拡張された位相的場の理論の分類、そして楕円コホモロジーのモジュライ理論的解釈の提供に対して」である。ルーリーは2014年(「天才賞」と呼ばれる)マッカーサー・フェローシップも受賞した。

## 出版物
- Lurie, Jacob (2009), Higher Topos Theory, Annals of Mathematics Studies, 170, Princeton University Press, arXiv:math.CT/0608040, ISBN 978-0-691-14049-0, MR2522659